# Kurt Mahler
Kurt Mahler   (Krefeld, 26 de juliol de 1903 - Canberra, 25 de febrer de 1988) va ser un matemàtic jueu alemany establert a Austràlia.

## Vida i Obra
Mahler, juntament amb la seva germana bessona, era el fill més petit dels vuit fills d'una família d'impressors. Tots els fills van adquirir la passió per la lectura del seu pare. Mahler era un nen malaltís i als cinc anys va contraure una tuberculosi al genoll dret i per això va assistir molt poc a l'escola a més de les seqüeles permanents que li van quedar a la cama. El 1917 va deixar l'escola per fer formació professional, amb la intenció de ser operari de precisió i el 1918 va entrar com aprenent en una fàbrica de maquinària de Krefeld, on va estar tres anys: un de delineant i dos d'operari. Estudiava matemàtiques pel seu compte i escrivia breus articles sobre el que estudiava. Quan el seu pare li va mostrar els articles al professor de l'institut de Krefeld, els va enviar a Göttingen, i Carl Siegel es va interessar pel noi, convencent-lo a ell i la família d'obtenir el títol per entrar a la universitat.
El 1923 va superar el batxillerat i es va matricular a la universitat de Frankfurt, on estava de professor Siegel. Després de dos cursos a Frankfurt, es va traslladar a la universitat de Göttingen, tot i que la seva tesi doctoral, dirigida per Siegel, sobre els zeros de la funció gamma incompleta, la va defensar a Frankfurt. Els cursos següents va continuar a Göttingen com docent sense remuneració i ajudat per la família i altres membres de la comunitat jueva de Kersfeld, fins que el 1933 va ser nomenat professor de la universitat de Königsberg, càrrec que no va arribar a ocupar mai perquè l'arribada dels nazis al poder va significar l'expulsió dels jueus de la docència. Aquest mateix any va ser conscient de la necessita d'abandonar Alemanya i, després d'uns mesos a Amsterdam, va anar a Anglaterra per donar classes a la universitat de Manchester a invitació de Louis Mordell. Els dos cursos següents va estar a la universitat de Groningen, però el 1936 va recaure en la tuberculosi d'os que no es va arreglar, al menys parcialment, amb l'extirpació de la rótula del genoll dret, quedant coix per tota la vida.
El 1937 va retornar a Manchester on va romandre vint-i-cinc anys. Tot i així els primers anys van ser difícils, fins al punt de pensar en marxar a la Xina, a la universitat de Sichuan on donava classes el seu amic Ke Zhao, però l'esclat de la Segona Guerra Mundial el va dissuadir. Per això havia començat aprendre xinès, idioma pel que va tenir passió la resta de la seva ida. El 1962, a invitació de Bernhard Neumann, es va incorporar a la universitat Nacional Australiana a Canberra. El 1968, en arribar a l'edat de la jubilació, va acceptar una càtedra a la universitat Estatal d'Ohio, però el 1972 ho va deixar definitivament tornant a Canberra on va continuar actiu fins a la seva mort el 1988. Va deixar la majoria de les seves propietats a la Societat Matemàtica Australiana.
Mahler va publicar més de dos-cents articles científics (un de ells en xinès) i quatre llibres, exercint una forta influència en la matemàtica australiana, especialment en el camp de la teoria de nombres. El primer dels temes pels que es va interessar van ser els nombres transcendents i l'aproximació diofantina, que va estendre fins a l'estudi dels nombres p-àdics. Posteriorment es va interessar en altres temes en els quals va fer aportacions importants com les funcions per mesurar la complexitat dels polinomis, els seus teoremes sobre funcions de varies variables o l'anomenat mètode de Mahler.